# Résolution 138 du Conseil de sécurité des Nations unies
Membres permanents
- Chine (Taïwan)
- États-Unis
- France
- Royaume-Uni
- URSS

Membres non permanents
- Argentine
- Sri Lanka
- Équateur
- Italie
- Pologne
- Tunisie

Résolution no 137 Résolution no 139
La Résolution 138 est une résolution du Conseil de sécurité de l'ONU votée le 23 juin 1960.
Cette résolution, la sixième de l'année 1960, concernant la Question relative à l'affaire Adolf Eichmann, ayant examiné la plainte pour violation de territoire de la République d'Argentine du fait du transfert d'Adolf Eichmann en territoire israélien, 
- déclare que la répétition de tels actes qui portent atteinte à la souveraineté d'un état membre [...], peut menacer la paix,
- demande à Israël d'assurer une réparation adéquate,
- exprime l'espoir que les relations entre l'Argentine et Israël s'améliorent.

La résolution a été adoptée par 8 voix.
Les abstentions sont celles de la Pologne et de l'Union des républiques socialistes soviétiques.

## Texte
- Résolution 138 sur fr.wikisource.org
- Résolution 138 sur en.wikisource.org